# Каминский, Вячеслав Сергеевич
Вячеслав Сергеевич Каминский (бел. Вячаслаў Сяргеевіч Камінскі; род. 5 июля 1988, Борисов, Минская область) — белорусский футболист, вратарь.

## Клубная карьера
Начинал карьеру в минском «Локомотиве», где играл за дубль, позже выступал во Второй лиге за «Молодечно». В 2012 перешёл в «Смолевичи-СТИ» и вместе с этим клубом выиграл Вторую лигу. С 2013 года выступал за смолевичский клуб в Первой лиге, но постепенно уступил место основного вратаря Александру Черкасу, и летом 2014 года перешёл в «Слоним».
В январе 2015 года стал тренироваться с мозырьской «Славией», которую на тот момент возглавлял бывший тренер «Смолевич-СТИ» Юрий Пунтус. В марте подписал контракт с клубом. Большую часть чемпионата 2015 играл за дубль, иногда появляясь на скамейке запасных основной команды. 31 октября 2015 года дебютировал в Высшей лиге, проведя весь матч против «Гомеля» (3:1).
В феврале 2016 года покинул «Славию» и вскоре присоединился к составу «Орши». В январе 2017 года снова был приглашен на просмотр в «Славию», однако в итоге подписал контракт с новополоцким «Нафтаном». Провел за основную команду два матча, после чего в июне 2017 года покинула клуб.
В августе 2017 года присоединился к минскому «Лучу», но в 2017 году так и не сыграл за него. В начале 2018 года вновь стал игроком «Орши», в августе того же года покинул команду и перешёл в «Клецк».
В апреле 2019 года пополнил состав чистинского «Андердога», а в августе того же года перешёл в «Молодечно». В апреле 2020 года стал игроком «Островца». В декабре 2023 года футболист покинул клуб, расторгнув контракт по соглашению сторон.

### Статистика
| Сезон    | Дивизион | Клуб              | Страна                    | Матчи | Голы |
| -------- | -------- | ----------------- | ------------------------- | ----- | ---- |
| 2006     | дубль    | Локомотив (Минск) | Флаг Беларуси (1995—2012) | 9     | -9   |
| 2007     | Д3       | СКВИЧ             | Флаг Беларуси (1995—2012) | 13    | -12  |
| 2008     | дубль    | Локомотив (Минск) | Флаг Беларуси (1995—2012) | 3     | -1   |
| 2009     | Д3       | Молодечно         | Флаг Беларуси (1995—2012) | 22    | -26  |
| 2010     | Д3       | Молодечно         | Флаг Беларуси (1995—2012) | 22    | -39  |
| 2011     | Д3       | Забудова          | Флаг Беларуси (1995—2012) | 29    | -28  |
| 2012     | Д3       | Смолевичи-СТИ     | Флаг Беларуси             | 17    | -6   |
| 2013     | Д2       | Смолевичи-СТИ     | Флаг Беларуси             | 15    | -16  |
| 2014 (1) | Д2       | Смолевичи-СТИ     | Флаг Беларуси             | 6     | -5   |
| 2014 (2) | Д2       | Слоним            | Флаг Беларуси             | 4     | -8   |
| 2015     | Д1       | Славия-Мозырь     | Флаг Беларуси             | 2     | -4   |
| 2016     | Д2       | Орша              | Флаг Беларуси             | 25    | -28  |
| 2017 (1) | Д1       | Нафтан            | Флаг Беларуси             | 2     | -4   |
| 2017 (2) | Д2       | Луч (Минск)       | Флаг Беларуси             | 0     | 0    |
| 2018 (1) | Д2       | Орша              | Флаг Беларуси             | 7     | -12  |
| 2018 (2) | Д3       | Клецк             | Флаг Беларуси             | 8     | -7   |
| 2019 (1) | Д3       | Андердог          | Флаг Беларуси             | 13    | -10  |
| 2019 (2) | Д3       | Молодечно         | Флаг Беларуси             | 7     | -5   |
| 2020     | Д3       | Островец          | Флаг Беларуси             | 17    | -23  |
| 2021     | Д3       | Островец          | Флаг Беларуси             | 7     | -6   |
| 2022     | Д2       | Островец          | Флаг Беларуси             | 5     | -7   |